# Guacamaya superba
Guacamaya superba Maguire è una pianta della famiglia delle Rapateaceae. È l'unica specie del genere Guacamaya.

## Descrizione
È una pianta erbacea perenne tipica delle savane oligotrofiche, con fusto eretto, foglie inguainate e lunghi peduncoli sulla cui sommità si aprono infiorescenze particolarmente attraenti con brattee colorate che proteggono sia l'infiorescenza intera che i singoli fiori.

### Fusto
Lo stelo raggiunge un'altezza di 50–180 cm, di sezione ellissoidale schiacciata e si stacca facilmente dal rizoma.

### Foglie
Sono lunghe 35–185 cm, inguainate. La superficie interna, alla base, presenta dei peli che secernono della mucillagine e ghiandole che producono cera.

### Fiore
Le infiorescenze, molto decorative e fortemente colorate in rosso, arancio e bianco, si trovano alla sommità del peduncolo e persistono a lungo, motivo per cui sono oggetto di raccolta e commercializzazione.

## Biologia
Si riproduce per impollinazione ornitogama ad opera di diverse specie di colibrì.

## Distribuzione e habitat
È presente esclusivamente nell'ecozona neotropicale ed in particolare è stata studiata nella regione a cavallo tra i dipartimenti di Guainía e Vaupés in Colombia e lo stato di Amazonas in Venezuela, denominata estrella fluvial de Inírida e riconosciuta come sito RAMSAR.
Può crescere in ambienti di savana, in zone di umidità persistente,  intorno ai tepui, sia sulle coste come sulla sommità, nelle foreste dello scudo della Guiana. Le condizioni di sviluppo sono difficili da riprodurre, rendendo complicata la riproduzione al di fuori delle popolazioni naturali.

## Tassonomia
G. superba è la unica specie compresa nel suo genere. Questo, insieme al genere Kunhardtia e al genere Schoenocephalium è stato compreso nella tribù della Schoenocephaliaceae, nella sottofamiglia delle Saxofridericioideae.

## Conservazione

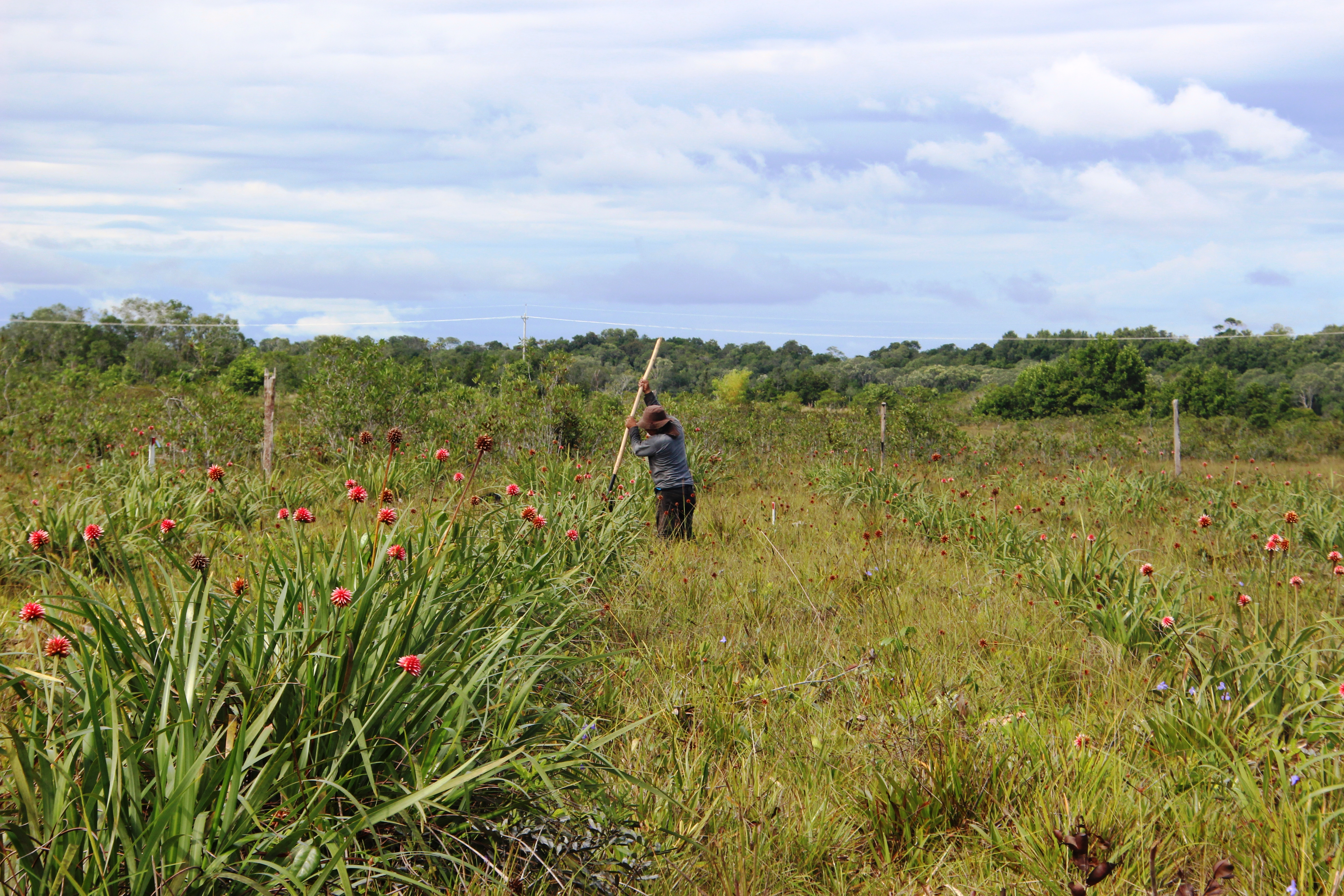
Piantagione di G. superba nella Guainía (Colombia)

Malgrado non ci sia uno studio specifico e quindi non sia compresa nella lista rossa IUCN, la specie è stata oggetto di sfruttamento disordinato e l'autorità ambientale colombiana (CDA: Corporación Para el Desarrollo Sostenible del Norte y el Oriente Amazónico) ne ha proibito la raccolta, il trasporto e la commercializzazione e un piano di gestione particolare è stato approvato in modo che le popolazioni locali possano sfruttarne in modo sostenibile le potenzialità.